# Белль и Себастьян (фильм)
«Белль и Себастьян» (фр. Belle et Sébastien) — французский фильм 2013 года режиссёра Николя Ванье по одноимённой книге Сесиль Обри. В 2015 году на экраны вышла вторая часть под названием «Белль и Себастьян: Приключение продолжается», а в 2017-м — третья часть «Белль и Себастьян: Друзья навек». Четвёртая часть планируется к выходу на российские экраны 5 мая 2022 года.

## Сюжет
В деревушке Сен-Мартен во Французских Альпах семилетний мальчик-сирота Себастьян живёт у приёмного дедушки Сезара и его племянницы Анжелины.
Действие фильма происходит в 1943 году; жители селения, несмотря на немецкую оккупацию, нелегально организуют проход еврейских беженцев в Швейцарию.
Пасущийся на альпийских лугах скот деревенских жителей, в том числе Сезара, подвергается нападениям загадочного «зверя», и пастухам не всегда удается уберечь животных в стаде. Да и люди живут в страхе, опасаясь попасть в зубы неведомого хищника.
Маленький Себастьян чувствует себя одиноким, тоскует по своей маме. Он считает, что она перебралась в Америку, перейдя через Альпы, и целыми днями бродит в горах. Однажды, возвращаясь домой, мальчик встречает огромную дикую собаку (её играет животное породы пиренейская горная собака). Он догадывается — она-то и есть то самое «чудовище», о котором говорят горцы. Себастьян не спешит подружиться с животным, но постепенно между ними возникают взаимные доверие и привязанность. Ребёнок называет четвероногую приятельницу «Белль» (красавица): после того как белоснежная шерсть была очищена от покрывающей её грязи, собака оказалась необычайно красивой. Себастьян решает сохранить свою дружбу с Белль в тайне, чтобы защитить её.

## В ролях
- Феликс Боссюэ — Себастьян
- Чеки Карио — Сезар
- Марго Шателье[фр.] — Анжелина
- Дмитрий Сторож — доктор Гийом
- Урбен Канселье[фр.] — мэр
- Андреас Пичман — лейтенант Питер Браун
- Мехди Эль Глауи[фр.] — Андрэ
- Палома Пальма — Эстер

## Награды
- Фильм участвовал в кинофестивалях, победил и получил 3 награды.[2]